# Dębowiec (Cieszyn)
Pour les articles homonymes, voir Dębowiec.
Dębowiec (prononciation : [ˈdɛ̃bɔviɛts]) est une localité polonaise et siège de la gmina du même nom, située dans le powiat de Cieszyn en voïvodie de Silésie.